# Alternanthera philoxeroides
Alternanthera philoxeroides, comúnmente llamada lagunilla, gambarusa o raíz colorada, es una especie de planta Amaranthaceae nativa de las regiones templadas de América del Sur, las cuales incluyen a Argentina, Brasil, Paraguay y Uruguay. Argentina alberga alrededor de 27 especies en el género Alternanthera. Su ubicación geográfica antes solía cubrir sólo la región del río Paraná de América del Sur, pero desde entonces ha expandido a más de 30 países, como los Estados Unidos, Nueva Zelanda, China y muchos más.
Se cree que esta especie invasora fue accidentalmente introducida en estas regiones a través de sedimentos pegados a los tanques y cargamentos de los barcos que viajan desde América del Sur hacia estas áreas.

## Descripción
La especie de lagunilla puede sobrevivir tanto en entornos secos, como acuáticos y se caracteriza por los siguientes rasgos: flores blanquecinas, a lo largo de su cortos tallos, tallos irregulares o extensivos y un patrón de hojas simples, opuestas surgiendo de sus nudos. La planta acuática está clasificada como una especie dioica ya que contiene órganos reproductores tanto femeninos como masculinos. Puede reproducirse de ambas formas, sexual y asexual. Es también considerada una planta herbácea debido a la corta vida de sus brotes. Esta planta produce tallos horizontales, conocidos también como estolones, los cuales pueden crecer hasta los 10 m de longitud y pueden flotar fácilmente, ya que posee tallos huecos; esto le brinda la ventaja de poder agruparse en grandes y densas matas a lo largo de la superficie. Esta planta florece en los meses de julio a noviembre en el hemisferio sur y normalmente su flor crece hasta alrededor 13 mm de diámetro y tiende a ser de forma esférica y una estética de origami. El intrincado sistema de raíces le permite flotar libremente en el agua para absorber nutrientes o penetrar directamente la tierra/sedimento/ y absorber sus nutrientes desde abajo.

## Impactos negativos

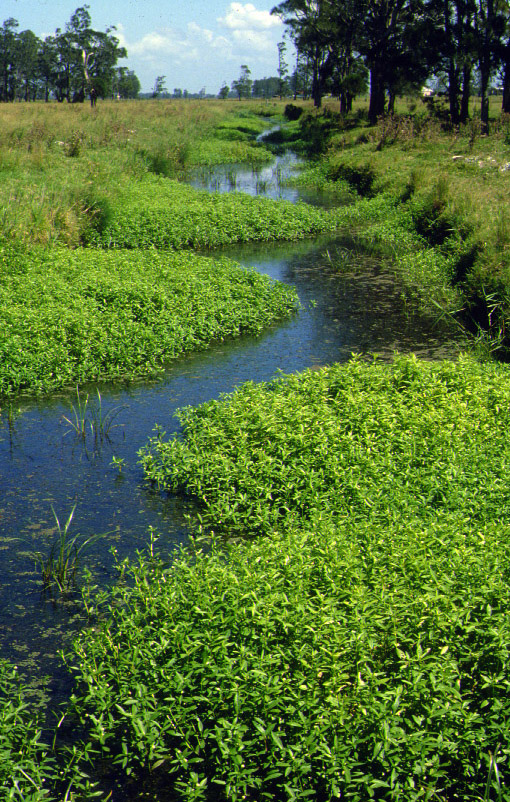
Vista de A. philoxeroides ocupando un curso de agua en Australia.

Se ha demostrado que Alternanthera philoxeroides tiene impactos ambientales y económicos significativos en las zonas donde invade. Se considera una amenaza importante para los ecosistemas debido a los efectos adversos que presenta tanto en ambientes acuáticos como terrestres. Debido a su potencial colonizador y constituir una amenaza grave para las especies autóctonas, los hábitats o los ecosistemas, esta especie ha sido incluida en el Catálogo Español de Especies Exóticas Invasoras, regulado por el Real Decreto 630/2013, de 2 de agosto, estando prohibida en España su introducción en el medio natural, posesión, transporte, tráfico y comercio.

### Impactos en la biodiversidad
En Nueva Zelanda se ha demostrado que la gran cobertura de A. philoxeroides disminuye la densidad de especies de plantas nativas, lo que resulta en una pérdida de la diversidad de especies nativas a largo plazo. En India, mostraron que A. philoxeroides reduce la riqueza de especies de plantas acuáticas hasta en un 30 % cuando la cobertura es elevada. En China, se ha demostrado que A. philoxeroides disminuye la estabilidad de la comunidad vegetal y, con el tiempo, desplaza permanentemente a las especies nativas. A. philoxeroides puede alterar la estructura de la comunidad de invertebrados e insectos en las áreas que invade. En China, las parcelas invadidas con A. philoxeroides mostraron una menor abundancia de insectos nativos en comparación con las parcelas no invadidas. Además, esto es un pequeñ ejemplo de los impactos negativos que esta especie invasora tiene sobre el medio ambiente.

### Impactos en la economía
Los impactos económicos se han registrado en las zonas donde esta planta invade. En China, los costos de control anual se estiman en US $ 72 millones. En Australia, el estado de invasión de esta especie actualmente amenaza la viabilidad de la industria del césped. En Florida (EE. UU.) en la década de 1940, la pérdida económica atribuida a la invasión por A. philoxeroides y Eichhornia crassipes (Mart.) Solms, se estimó en más de US $ 20 millones por año. En el 2002, los costos de control usando herbicidas como glifosato y fluoridona en EE. UU eran aproximadamente $170 a $370/ha. La densa vegetación también tiene un impacto en la producción de energía hidroeléctrica y en la infraestructura de vías fluviales.

### Impactos en la sociedad
Las especies de plantas invasoras acuáticas pueden generar un impacto en las actividades recreativas que incluyen paseos en bote, pesca con caña y natación. Además, pueden tener impactos negativos en las comunidades de personas que dependen de la pesca para mantener sus ingresos (Aloo et al., 2013). A. philoxeroides aumenta la cantidad de mosquitos, lo que podría generar problemas de salud pública.